# موز مخملي
موز مخملي (الاسم العلمي:Musa velutina) أو الموز الزهري (بالإنجليزية: Pink Banana)‏ هو نوع من النباتات يتبع جنس الموز من الفصيلة الموزية.